# Chrysiridia
Genre
Chrysiridia est un genre de lépidoptères (papillons) africains de la famille des Uraniidae et de la sous-famille des Uraniinae.

## Systématique
Le genre Chrysiridia a été décrit par l'entomologiste allemand Jakob Hübner en 1823. Son espèce type est Chrysiridia riphearia Hübner, [1823], un synonyme de Chrysiridia rhipheus (Drury, 1773).
Chrysiridia a pour synonymes : 
- Thaliura Duncan, 1837
- Ripheus Swainson, 1833

## Liste des espèces
La plupart des sources récentes reconnaissent deux espèces dans ce genreBioLib (26 août 2020) :
- Chrysiridia croesus Gerstaecker, 1871 – Afrique de l'Est.
- Chrysiridia rhipheus (Drury, 1773) – Madagascar.

## Comportement
Chrysiridia est l'un des trois genres d'Uraniidae dont les imagos ont une activité diurne. Les Chrysiridia qui résident à Madagascar sont migratrices entre l'est et l'ouest de l'île.